# 高蒙電影公司
高蒙電影公司一家法国电影制片厂，公司总部在塞纳河畔讷伊，由原工程师莱昂·高蒙 (1864–1946)创立。它是世界第一个和最古老的电影公司，创建于1895年7月，名为“Le Gaumont et compagnie ”，比电影正式诞生的日子还要早5个月。（百代电影公司（Pathé）创建于1896年，丹麦诺帝斯克电影公司（Nordisk Film）创建于1906年，环球影城和派拉蒙电影公司成立于1912年）高蒙公司刚刚诞生时只生产放映仪器。1900年开始拍摄影片，至2011年高蒙公司95%的收入来自电影。时至今日，公司正日益成为一个电视连续剧制片公司和发行公司。
莱昂·高蒙用雏菊花（Leucanthemum vulgare）作为公司标志，是为了向他以法语的雏菊（Marguerite）为名的母亲表示敬意，到今天，尽管这个LOGO的形式几经变化，但雏菊形象始终没有变。

## 历史

### 成立
高蒙公司最初从事生产摄影设备，1896年高蒙公司的乔治·德梅尼（Georges Demeny）设计的“活动底片连续摄影机”（chronophotographeàplaquemobile）正式上市，高蒙公司为该放映设备附带了详细的操作说明，在法国打开市场。1897年公司开始生产短片来推进其摄影机计划。莱昂·高蒙的秘书爱丽丝·居伊-布拉切（Alice Guy-Blaché）成为电影工业的第一位女导演，从1897年到1907年她成为戈蒙电影制片厂的生产主管。1906年，高蒙公司改制为集团，名为“Société des établissements Gaumont”，从1905年到1914年，当时高蒙公司的影片拍摄，在埃尔热摄影棚（Elgé）完成，该摄影棚是世界上最早的摄影棚之一，位于今天巴黎市东北部的Buttes-Chaumont公园里。
到1907年，路易·费雅德（Louis Feuillade）成为高蒙公司的艺术总监。他编剧、导演、制作了数百部电影，基本上涵盖了今天所有电影类型，使高蒙公司成为当时世界上最大的电影公司之一。1911年，高蒙公司从影片销售制改为租用制，并于同年7月建立了第一家大型电影院“高蒙电影宫”（Gaumont Palace）。第一次世界大战爆发时，莱昂斯·佩雷（Léonce Perret）接替路易·费雅德成为艺术总监。
期间高蒙公司的主要竞争对手是法国百代公司(Pathé Frères)，两家公司主导了欧洲的电影产业，阿尔弗雷德·希区柯克的电影如《39级台阶》（The 39 steps，1935年）和《贵妇失踪案》（The Lady Vanishes）(1938年)即由英国高蒙公司制作出品。高蒙还构建了莱姆园摄影棚（或名酸橙园摄影棚，Lime Grove Studios）。
战后高蒙公司停止了它近10年的迅速扩张，在此后几年，高蒙公司面对美国竞争对手，失去了许多市场。高蒙公司的顶梁柱路易·费雅德于1925年逝世，高蒙公司停止了制片工作，将公司业务集中在技术上。面对美国公司的日益强大和金融萧条，高蒙公司不得不与米高梅（Metro-Goldwyn-Mayer）公司联合发行影片，高蒙公司的所有院线因此都改名为“Gaumont Metro Goldwyn”，高蒙公司的业务跌到低谷。
1930年代初，伴随着有声电影的诞生，高蒙公司迎来了第二次生机，在关闭、拍卖了一部分院线、驻外子公司和工厂之后，高蒙公司融合一部分资金，与Franco-Film Aubert合并成立了新的制片公司，名为“Gaumont Franco-Film Aubert (GFFA) ”，新公司开始全面投入影片制作，并专门出品一些喜剧片。
1938年，高蒙公司被法国著名广告集团哈瓦斯（Havas）收购，公司再次更名为“Société nouvelle des établissements Gaumon”，从此以后，高蒙公司始终延用这个公司名。
1975年，高蒙公司伴随业务发展，改名为“Gaumont Multimédia”，由媒体大亨和法国千万富翁继承人尼古拉斯·瑟杜（Nicolas Seydoux）担任总裁。他本人拥有60%的股份和70%的投票权。
2000年2月2日，高蒙数字影院项目技术经理菲利普·比南（Philippe Binant）与德州仪器公司原型投影仪合作在欧洲实现第一家数字影院。
2001年，随着电影院线竞争日益激烈，高蒙公司与百代电影公司（Pathé ）联合成立了高蒙百代电影院（Les Cinémas Gaumont Pathé），整合两家公司共有的院线生意。高蒙拥有34%的股份实体，控制一个在法国、瑞士和荷兰的大型电影网络。截至2011年，这部分股权价值€2.14亿。2004年，高蒙继续与百代合作建立另一个合资企业——高蒙-百代档案馆（Gaumont-Pathé Archives）。 高蒙拥有57.5%的实体，包含了新闻短片、纪录片、从20世纪和21世纪的无声电影。
从2004年1月到2004年，公司已与索尼合作制作电影、戏剧和全球DVD发行。高蒙家庭视频部门与索尼影视娱乐公司是一个合资企业。
在2007年底，高蒙以€2500万欧元接手法国动画工作室“Alphanim”，并改名为“Gaumont-Alphanim”。
2010年12月16日，高蒙以€660万欧元收购了“Légende company”及其子公司的37.48%的股份。Légende是一家由阿兰·古德曼（Alain Goldman）经营的长篇电影和电视连续剧生产和销售公司。截至2011年，Legende股权价值€630万欧元。
2011年高蒙国际电视台在洛杉矶开设了分部。
2011年，高蒙制作和发行的《逆转人生》（Intouchables）成为法国票房最高的电影。其国际版本超越了之前的国际大片《哈利·波特》与德国的《玩命快递》（Transporters）。该片使高蒙2011年第四季度销售额达到€4790万欧元，同比增长651%。电影的成功将公司2011半年亏损扭转至创纪录的年度盈利2600万€。 《逆转人生》目前票房3.61亿美元。
2012年，高蒙以€310万收购了著名导演路易·马勒（Louis·Malle）的电影制作公司“Nouvelles Editions de Films (NEF)”，作为收购的一部分，高蒙拥有马勒全部作品的所有权，包括《通往绞刑架的电梯》（Ascenseur pour l'échafaud）、《大西洋城》（Atlantic City）、《孩子们，再见》（Au revoir, les enfants）等。
2017年3月1日，百代电影公司购入高蒙百代电影院中高蒙电影公司所持有的占34 %合3.8亿欧元的股份。
2018年7月，高蒙百代影院更名为百代高蒙影院。在未来高蒙影院品牌可能会完全让位于百代。

## 产品
高蒙目前拥有938部电影目录，其中大部分是法语，也有一些例外，比如吕克·贝松的《第五元素》。一些最著名的电影有1916年的《犹德士》系列（Judex）和《方托马斯》（Fantômas）；漫画《Onésime》系列、《碧碧》系列（Bébé）。
让-马力·普瓦雷（Jean-Marie Poiré）的《时空急转弯》（Les Visiteurs），票房为9800万美元。2011年由奥利维·那卡什（Olivier Nakache）和艾里克·托莱达诺（Éric Toledano）执导的大片《逆转人生》（Intouchables），票房3.61亿美元。
公司还生产电视节目，其中包括四个动画系列: 《高地人》动画系列（Highlander: The Animated Series）、《Dragon Flyz》和《天空舞者》（Sky Dancers）。美国的公司有两个电视剧: 《汉尼拔》和铁杉树丛（Hemlock Grove）。

## 公司结构
首席执行官尼古拉斯·瑟杜（Nicolas Seydoux），占有69.92%的投票权。其他私人股东有：冠鹰投资管理（First Eagle Investment Management）、法国电池生产商博洛尔公司（Bolloré）、和马塞尔·达索工业集团（Groupe Industriel Marcel Dassault）。公司有流通股416784股，代表9.75%的资金和5.99%的投票权。

## 最新的财务信息
在2012年上半年，高蒙获利€770万欧元，扭转了2011年上半年的60万欧元亏损。
高蒙目前的市值是€1.64亿欧元。

## 备注
1. 1 2 3 4 5 6 7   (PDF).   [2014-07-13]. （原始内容存档 (PDF)于2013-05-18）.
2. ↑  Keslassy, Elsa. . Variety. August 5, 2013  [August 5, 2013]. （原始内容存档于2013-10-25）. Gaumont International Television, the French mini-major’s L.A.-based production and distribution studio,...
3. ↑  "Contactez-nous （页面存档备份，存于）." Gaumont Film Company. Retrieved on 2 March 2010.
4. ↑  Richard Abel, The Ciné Goes to Town: French Cinema, 1896-1914, University of California Press, 1994, p. 10, ISBN 0-520-07936-1
5. ↑  "2011 Gaumont Revenue statement[]"
6. ↑  Green, Pamela and Sluijs, Jarik van. Be Natural documentary precis. 
http://www.kickstarter.com/projects/benatural/be-natural-the-untold-story-of-alice-guy-blache （页面存档备份，存于） . Accessed 10 Aug 2013.
7. ↑  Cahiers du cinéma, n°hors-série, Paris, April 2000, p. 32.
8. ↑  .   [2014-07-13]. （原始内容存档于2014-08-13）.
9. ↑  "2011 Gaumont Annual Report p.54 （页面存档备份，存于）"
10. ↑  "Gaumont 2008 Annual Report," p.66[]
11. ↑  "Gaumont 2010 Report[]"
12. ↑  Keslassy, Elsa. Alphanim Inks DreamWorks Deal, Rebrands. March 11, 2013. Variety. Retrieved August 5, 2013.
13. ↑  Keslassy, Elsa. 
Gaumont ups TV activity （页面存档备份，存于）. February 25, 2012. Variety.
14. ↑  "‘The Intouchables’ Overtakes 'Harry Potter and the Deathly Hallows - Part 2' at German Box Office （页面存档备份，存于）"
15. ↑  "Gaumont Q4 revenues[]"
16. 1 2  .   [2014-07-13]. （原始内容存档于2014-11-09）. 14th August 2012
17. ↑  "Gaumont press release[]"
18. ↑  . Le Figaro. 2017-03-01  [2019-10-13]. （原始内容存档于2023-05-22） （法语）.
19. ↑  Vulser, Nicole. . Le Monde. 2017-03-02  [2019-10-13]. ISSN 1950-6244. （原始内容存档于2023-05-22） （法语）.
20. ↑  "Gaumont 2012 First Half Earnings Report[]"
21. ↑  "Gaumont share price （页面存档备份，存于）"